# Airdrie (Escocia)
Airdrie (/ˈɛərdri/; en gaélico escocés: An t-Àrd Ruigh) es una ciudad situada en North Lanarkshire (Escocia). Está situada en una meseta, a unos 130 m sobre el nivel del mar, y se sitúa aproximadamente a 19 km (12 millas) al este del centro de la ciudad de Glasgow. En 2012, la ciudad tenía una población de alrededor de 37.130 habitantes. Históricamente Airdrie formaba parte de Lanarkshire. En la actualidad, forma una conurbación junto con su vecino Coatbridge, en el territorio antes conocido como el distrito de Monklands. Dicha conurbación tiene una población aproximada de 90.000 habitantes, incluidos los asentamientos periféricos.

## Nombre
El topónimo Airdrie apareció por primera vez en el Registro del Gran Sello de los Reyes de los Escoceses (en latín, Registrum Magni Sigilii Regum Scotorum), en 1373, como Ardre. En 1546 se había convertido en Ardry y para 1587 ya era conocido como Ardrie. En 1630 apareció finalmente en el Registro como Airdrie.
Dada la topografía de la zona, la interpretación más probable es que el topónimo derive del gaélico An Àrd Ruigh, que se refiere a una altura plana o a un terreno de pasto alto. Otra posibilidad es que provenga del gaélico An Àrd Àirighe, que significa cobertizo, cabaña de pastor. Una tercera posibilidad es que derive del Ard Reidh gaélico, que significa una llanura alta. Otra alternativa no gaélica es que provenga del britónico, es decir, concretamente del cúmbrico o galés septentrional. En tal caso, derivaría del término ard tref, que se convierte en ardre por proceso de asimilación y que significa un finca alta o granja. En tal caso, el término se remontaría a los tiempos del Reino de Strathclyde, antes de la expansión del habla gaélica o inglesa en la región. El castillo de Airthrey en Stirlingshire puede tener una derivación similar.

## Geografía

### Aldeas satélites
Chapelhall, Calderbank, Caldercruix, Gartness, Glenmavis, Greengairs, Longriggend, Plains, Stand, Upperton y Wattston se consideran generalmente pueblos satélites de Airdrie.

### Distritos
El Consejo de North Lanarkshire divide Airdrie en los siguientes distritos y zonas:
- Distrito 7 - Airdrie Norte: Glenmavis, Caldercruix, Plains, Burnfoot, Thrashbush, Rochsoles, Holehills, Clarkston, Greengairs, Longriggend
- Pabellón 8 - Airdrie Central: Airdrie Town Centre, Whinhall, Coatdyke, Gartlea, North Cairnhill, Central Park Area, Rawyards
- Pabellón 11 - Airdrie Sur: Craignuek, Petersburn, Moffat Mills, Chapelhall, Calderbank, Brownsburn, South Cairnhill, Gartness

## Historia

### Historia temprana
El anticuario George Chalmero, en su libro Caledonia,conecta la moderna ciudad de Airdrie con la antigua batalla de Arderyth, pero esta afirmación carece de evidencias que la respalden y, por lo tanto, se considera más bien como espuria. Bajo el patrocinio del rey Malcolm IV de Escocia, los monjes cistercienses establecieron una abadía en Melrose en el año 1136. Cinco años después, se fundó una casa filial en la abadía de Newbattle, en Lothian. En 1160 Malcolm concedió a los monjes de Newbattle tierras en el centro de Escocia, que pasaron a conocerse como "Munklands" (Registro del Gran Sello, 1323).
La Carta de Malcolm constituye el registro documental más antiguo de topónimos en los Monklands. La superficie de las tierras otorgadas por la Carta está claramente definida por referencia directa a los rasgos geográficos y topográficos: Dunpeldre por sus límites correctos, a saber, con Metheraugh y Mayeuth y Clarnephin hasta Dunduffes en el este. El nombre Dunpeldre se encuentra en el nombre moderno Drumpellier; Metheraugh es ahora Medrox; Mayeuth es ahora Myvot; Clarnephin se refiere a la North Calder Water en el este de la parroquia (del antiguo nombre británico claur n afon que significa llanura del río); y, por último, Dunduffes se ha traducido directamente a la moderna Black Hill que, como dice la Carta, se encuentra en el extremo oriental de la parroquia. Lo único a lo que esta Carta no hace referencia es a algo parecido a Airdrie, pero es aquí donde se encuentra Airdrie.

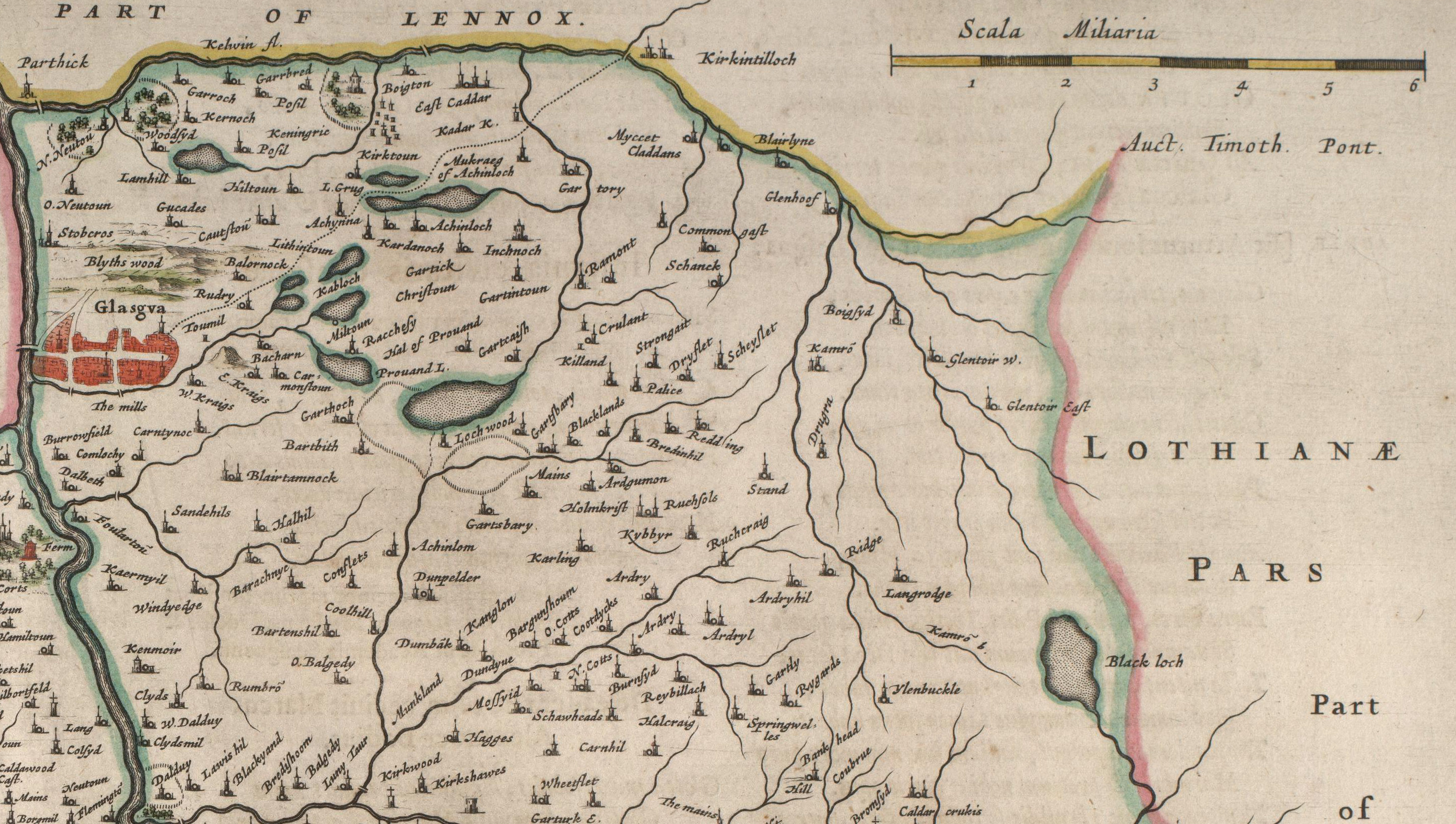
El mapa de Blaeu basado en el mapa original de Pont "Glasgow y el condado de Lanark" c.1596 que muestra a Ardry (Airdrie), Burnsyd (Burnfoot), Carnhil (Cairnhill), Gartly (Gartlea), y Ruchsols (Rochsoles) entre otros.

Airdrie debe su existencia a su ubicación en el 'Hogs Back' - una cresta de tierra que va de este a oeste. Un aspecto muy importante de la historia del pueblo fueron los monjes cistercienses de la Abadía de Newbattle, por lo que la zona se llama "Monklands". Los monjes eran agricultores y algunos de sus nombres de lugares sobreviven, por ejemplo, Ryefield y Whifflet (los llanos de trigo). Gran parte de la tierra que utilizaban se conoce hoy en día como "Las Cuatro Islas" (una urbanización llamada así por cuatro islas escocesas): Mull, Islay, Iona y Luing en la zona de Petersburn de la moderna Airdrie. Los monjes de Newbattle tenían numerosos establecimientos en toda la zona, incluyendo una granja en Drumpellier, Coatbridge, un juzgado en Kipps, una capilla en la zona de Chapelhall y varios molinos de maíz. Los monjes también eran expertos en la construcción de carreteras. En el siglo XII, establecieron la carretera original de Glasgow a Edimburgo a través de Airdrie y Bathgate, para enlazar con sus tierras en Newbattle en East Lothian.

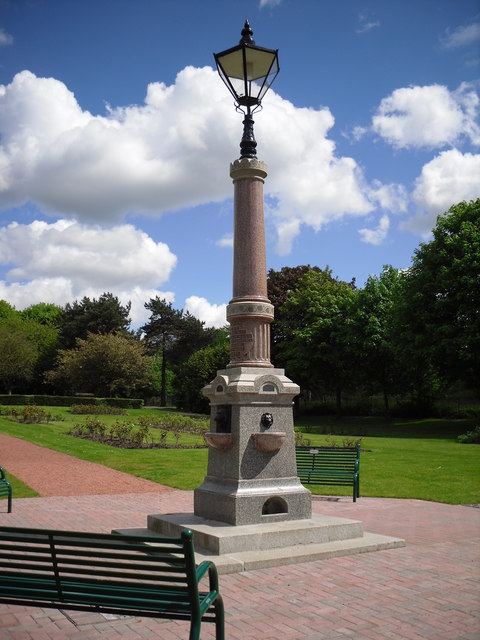
El monumento a Robert Hamilton

En aquellos días viajar era a menudo peligroso. Los caballos eran todavía poco comunes y sólo podían ser comprados por los ricos. El terreno bajo era normalmente extremadamente difícil de transitar debido a los numerosos pantanos, bosques y quemaduras, sin mencionar la posibilidad de ser emboscado por algún viandante o ladrón. Por lo tanto, se hizo mucho más práctico viajar por las tierras altas (el "Camino Alto") donde se podía evitar el barro y los ladrones. Estos caminos (o más bien pistas) se conocieron como el Camino del Rey.
La evidencia definitiva de la existencia de Airdrie como tenencia sólo se hizo evidente en 1503. El antiguo camino de los monjes era a través de Cliftonhill (un área ahora en el vecino Coatbridge), Airdrie House (ahora el sitio del Hospital Monklands), Aitchison Street, High Street, Hallcraig Street, Flowerhill Street y Colliertree Road. Fue a lo largo de esta carretera donde se construyeron las primeras casas de Airdrie. El desarrollo fue lento y sólo alrededor de 1650 se conoció la evidencia del número de habitantes en torno a 500 para la zona de Airdrie. Un gran contingente de Airdrieonianos luchó en la Batalla de Bothwell Brig durante la Rebelión de los Convencionistas de 1679; su estandarte todavía puede verse en la biblioteca local.

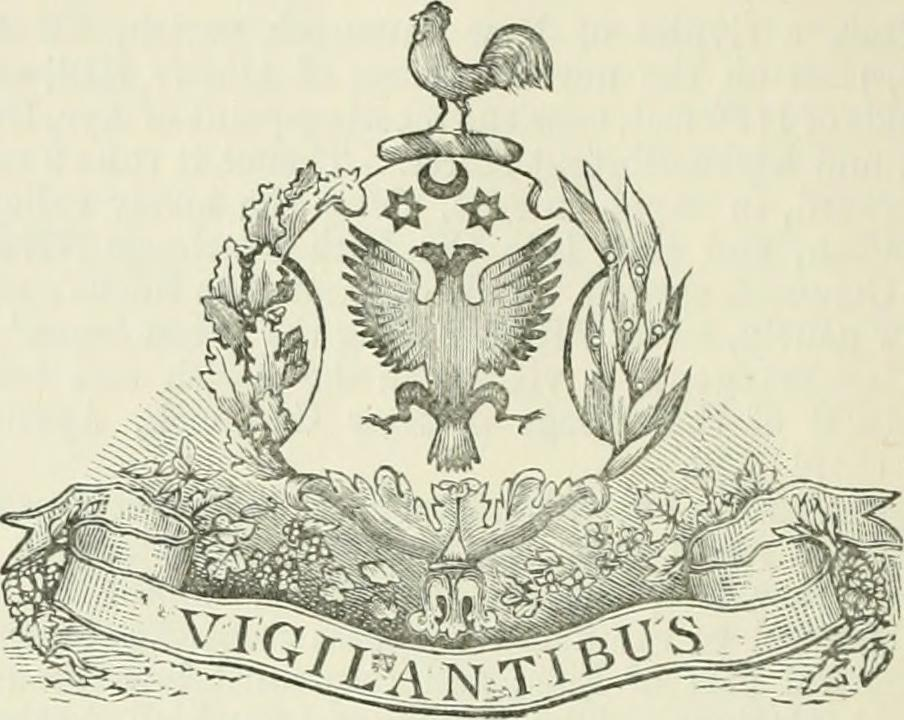
Armas de Airdrie - El lema de la ciudad es la palabra latina Vigilantibus (Estar alerta). Viene de Aitcheson de Rochsolloch

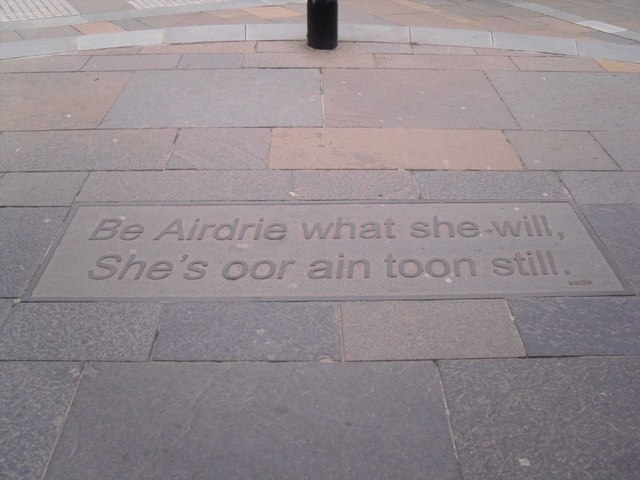
"Sé Airdrie lo que ella quiera, ella es oor ain toon todavía." Cita anónima en la calle Graham

Un acontecimiento significativo en la historia de Airdrie fue la aprobación en 1695 de una ley especial del Parlamento escocés que permitía a Robert Hamilton de Airdrie celebrar cuatro ferias anuales y un mercado semanal en la ciudad de 'Airdry'. Esto ayudó a que Airdrie pasara de ser un "pueblo de granjas" a un próspero "pueblo de mercados".
Sin embargo, Airdrie realmente llegó a la prominencia a través de su industria de tejidos. La Sociedad de Tejedores de Airdrie fue fundada en 1781 y el lino se cultivaba en dieciséis granjas en y alrededor del burgo. En la última década del siglo XVIII, la minería del carbón estaba en marcha y se empleaban unos treinta coleros. El tejido continuó floreciendo y constituyó una parte sustancial de la población de más de 2.500 personas a finales del siglo XIX.
Dado el gran número de tejedores, su ubicación geográfica y el gran número de soldados desempleados tras el fin de las guerras napoleónicas, Airdrie se convirtió en un importante centro de apoyo a la Guerra Radical de 1820. El rápido ritmo de crecimiento de la población continuó y en 1821 había 4.862 habitantes. En ese momento el número de casas que se estaban construyendo aumentó drásticamente y en 1821, por una ley privada del Parlamento, Airdrie se convirtió en un Burgo libre e independiente de la Baronía. Debido al hecho de que era "independiente", tenía todos los poderes de un Burgo Real.
La votación a principios del siglo XIX fue más bien un éxito o un fracaso, ya que no sólo los locales sino también los residentes fuera del burgo podían votar. En 1821 se celebraron las primeras elecciones del consejo municipal, que en agosto nombró un asesor, un fiscal, un jefe de policía y un pregonero. Cualquiera que hubiera pagado sus 3 guineas podía votar; hay incluso un registro de un John Mackay votando a pesar de ser menor de 10 años.
En 1824 se decidió construir la Casa del Pueblo, que fue diseñada originalmente por Alexander Baird y que ahora es un hito local conocido como el "reloj del pueblo". En 1832 la Casa del Pueblo se utilizó como hospital debido al brote de cólera de este año.
En 1850, la población había crecido a 12.418 personas.

### 1850 a 1920
El enorme crecimiento de la población no se debió a la elevada tasa de natalidad, sino a la afluencia de residentes de las Tierras Altas y predominantemente de Irlanda. Esto siguió a la hambruna de la patata en las Tierras Altas a mediados de la década de 1840 y también reflejó el cambio de la industria artesanal a la industria pesada en la zona. La mayor parte de la población inmigrante irlandesa se dedicaba a la minería y a la mano de obra. Esto condujo a un aumento de las fundiciones de hierro en la zona. Debido a esta explosión de la industria, se establecieron enlaces ferroviarios a partir de 1826. En 1862, el ferrocarril de Airdrie y Bathgate Junction proporcionó un enlace directo a Edimburgo con la estación de Airdrie South como punto de partida de los trenes a Glasgow.
En agosto se aprobó la Ley de Bibliotecas Públicas (Escocia) de 1853 y en noviembre la Biblioteca Pública de Airdrie se convirtió en la primera de Escocia.

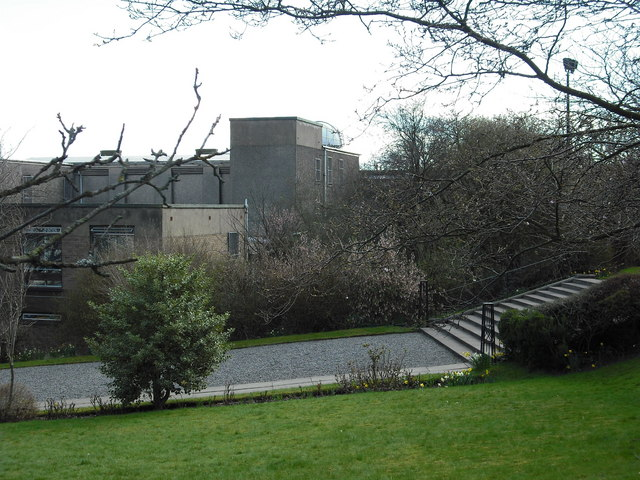
Parte posterior de la biblioteca de Airdrie con la Cúpula del Observatorio

El dramático aumento de la población y la industria hizo que se necesitara un suministro de agua más accesible. Hasta mediados del siglo XIX, se instalaron varios pozos que se alimentaban de los arroyos circundantes de la zona. Estos sirvieron para proveer a muchas casas con pozos privados. En 1846 se fundó la Airdrie and Coatbridge Water Company para construir (junto con la Forth and Clyde Canal Company) el embalse de Roughrigg.
El periodismo en Airdrie comenzó con "El Álbum Literario de Airdrie" en 1828. Varios periódicos locales comenzaron a aparecer en esta época, en particular el Airdrie & Coatbridge Advertiser en 1855, que sigue siendo el periódico local más popular hoy en día. La prisión fue legalizada en 1859 y tenía 51 celdas.
El Club de Hombres Trabajadores de Airdrie se estableció en 1869. También por esta época, el fútbol y el cricket comenzaron a emerger como deportes populares. Tras la codificación de las reglas de la asociación de fútbol, se formó un equipo local llamado Excelsior en 1878 que más tarde se llamaría Airdrieonians. También se celebraron reuniones de carreras de caballos en la ciudad (1851-1870), pero esta tierra se convirtió en el campo de golf del recién formado Airdrie Golf Club en 1877.
La educación planteaba un gran problema de grave hacinamiento en las pocas escuelas disponibles, por lo que se establecieron tres nuevas juntas escolares. A principios de 1830 había unos 800 alumnos mientras que la ciudad tenía unos 7000 residentes. Se cobraban tasas de forma rutinaria en las escuelas con la creencia de que debían ser autosuficientes hasta que una ley parlamentaria de 1889 alivió a algunas de las clases de párvulos de las escuelas de esta carga. La Academia Airdrie fue construida en 1849 y para 1919 todas las juntas escolares se disolvieron y la Autoridad Educativa de Lanarkshire asumió la responsabilidad de la educación en todo Lanarkshire.
El Observatorio Público Airdrie, uno de los cuatro únicos observatorios públicos del Reino Unido (el segundo más antiguo y el más pequeño), todos ellos en Escocia, fue fundado en el primer edificio de la biblioteca en 1896, y en el edificio actual sigue funcionando la Asociación Astronómica Airdrie, una sociedad astronáutica y astronómica escocesa y una organización benéfica registrada.
A principios de siglo, los espectáculos de variedades se hicieron populares en la zona y para 1911 se construyó el Pabellón de Graham Street que, después de utilizarse inicialmente como sala de música, empezó a mostrar imágenes cinematográficas. Desafortunadamente fue destruido por un incendio en 1917 pero fue reconstruido en 1919 y finalmente cerrado en 1970. El Nuevo Cine se inauguró en 1920 en Broomknoll Street pero también ha cerrado desde entonces. La ciudad no tenía un lugar adecuado para funciones más grandes, así que en 1912 se abrió el Ayuntamiento de Sir John Wilson (tras una generosa oferta de Sir John Wilson que cubría el coste total de 13.500 libras). Esto todavía está en pie y se utiliza para los principales eventos de la ciudad.
El 9 de julio de 1918 diecinueve mineros murieron en el desastre de la mina de Stanrigg. La mina estaba situada en un terreno pantanoso y se derrumbó después de ser saturada por las fuertes lluvias.

### De 1920 en adelante

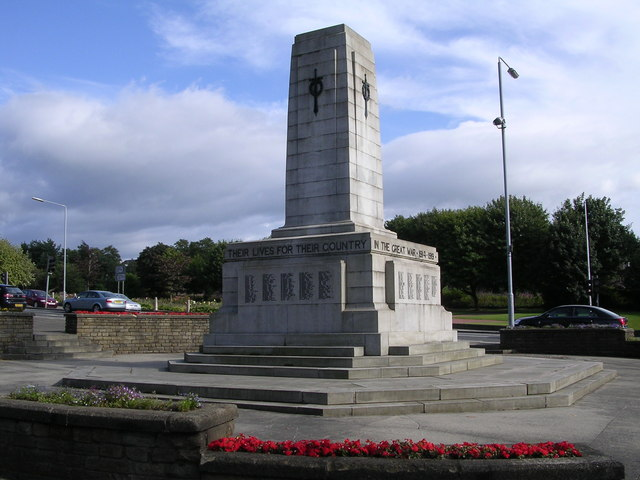
Memorial de la Guerra de Airdrie

Al final de la Primera Guerra Mundial, Airdrie fue duramente golpeada con muchas bajas de la guerra. Muchos habitantes también eligieron emigrar en esta época. En consecuencia, la población sólo aumentó en un 3% hasta alrededor de 26.000 personas en 1931. Los años de la depresión habían tenido un gran impacto en la ciudad y varios fabricantes conocidos dejaron de existir y pocos los reemplazaron. Se informó que el 50% de la población registrada estaba desempleada. Los grupos eclesiásticos trataron de proporcionar algo de consuelo a la gente pobre de la zona y establecieron proyectos educativos y de experiencia laboral para ayudar y para 1936 el Consejo de Iglesias de Airdrie había atraído el interés nacional a través de su trabajo que culminó con la construcción de un edificio en la calle Graham para ellos (el Club de Servicio Mutuo). Este es ahora el Centro Comunitario de Airdrie.
Después de años de mudarse de un sitio a otro, la primera biblioteca construida con fines específicos en Airdrie se abrió en la calle Anderson en 1895. Sin embargo, esto sólo duró 30 años hasta que el actual edificio de la Biblioteca de Airdrie se erigió en 1925.  
Las condiciones en la ciudad no mejoraron realmente hasta mucho después de la Segunda Guerra Mundial, pero en 1949 la compañía farmacéutica Boots y la empresa Banner Textiles Ltd. se vieron atraídas a la ciudad (entre las cuales empleaban a 1200 personas). Con este ímpetu, las nuevas compañías comenzaron a considerar Airdrie como una opción viable para el negocio y en 1958 Pye abrió empleando a más de 1000 personas. La aparición de polígonos industriales también fue frecuente en esta época (Newhouse, Chapelhall y Brownsburn). El Centro de Artes de Airdrie abrió en 1967 en el antiguo edificio de la Biblioteca de Airdrie, y fue un lugar popular para conciertos y obras de teatro, pero fue cerrado en 2012 por el Consejo de North Lanarkshire.

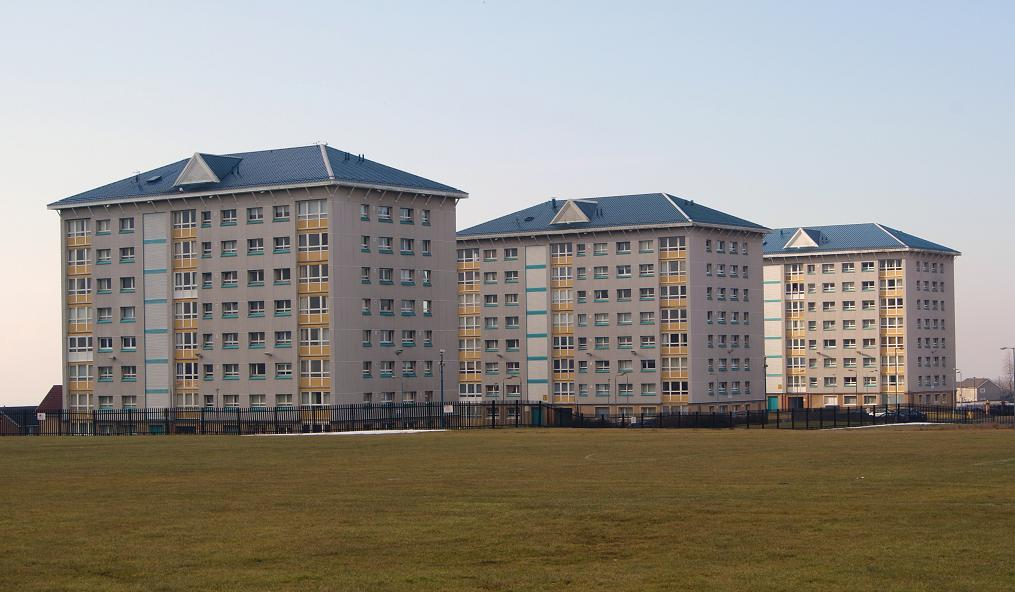
Los pisos de Holehills

En el decenio de 1970 se inauguró el Hospital Monklands, que sustituyó a un antiguo hospital de la finca de Airdrie House que había sido cerrado en 1962 y demolido en 1964.

### Airdrie actual
El centro de la ciudad de Airdrie ha cambiado mucho en los últimos diez años con un nuevo plan de carreteras y un cambio de énfasis con el tipo de compras que ofrece. Graham Street, la principal calle peatonal, ha sido recientemente renovada y se ha mejorado la zona peatonal. Se están construyendo nuevas urbanizaciones en torno a esta ciudad convenientemente situada, en particular en Chapelhall, Rochsoles y Glenmavis, el antiguo emplazamiento de la fábrica Boots en Rawyards y la antigua Imperial Tube Works en Cairnhill.
Airdrie también tiene señalización en gaélico escocés en los alrededores del centro de la ciudad, (junto con el inglés) que se introdujo por primera vez para el Royal National Mòd de 1993. Los letreros fueron originalmente erigidos por el Consejo del Distrito de Monklands, pero han sido mantenidos por el Consejo de North Lanarkshire.

## Deporte

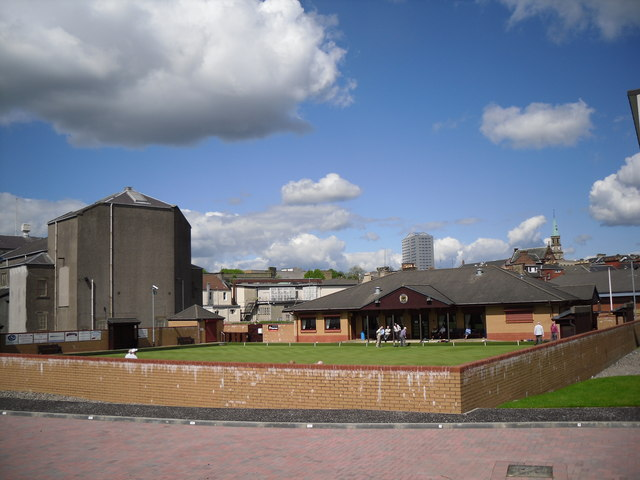
El Club de Bolos de Airdrie

### Fútbol

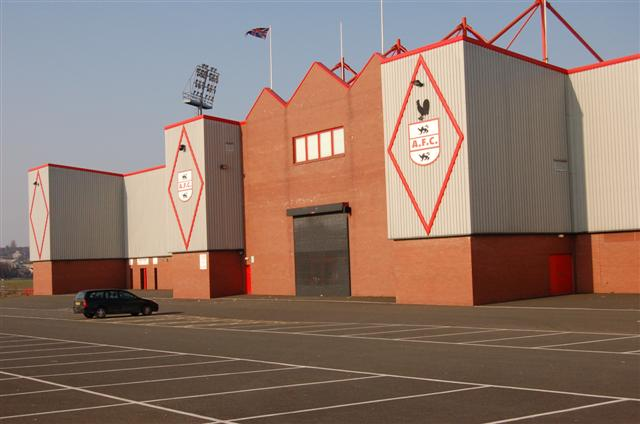
El Estadio Excelsior

El principal club de fútbol de la ciudad es el Airdrieonians F.C., que juega en la Liga Escocesa Uno, y tiene su sede en el estadio Excelsior. Se formaron como reemplazo del Airdrieonians original, que se retiró en mayo de 2002; inmediatamente después de la liquidación del Airdrieonians, se formó rápidamente un consorcio local para establecer un nuevo club llamado Airdrie United. Su solicitud de ingreso en la Liga de Fútbol Escocesa, jugando con los colores tradicionales de los Airdrieonians en el Estadio Excelsior (ahora también conocido como New Broomfield, por ser el antiguo estadio del club de 1892 a 1994), fue rechazada en favor de Gretna. El consorcio propietario ideó rápidamente un plan alternativo, y compró el Clydebank FC a sus administradores. El único activo de valor del Clydebank era su lugar en la tercera categoría del fútbol profesional escocés. Los nuevos propietarios obtuvieron permiso para trasladar el club a Airdrie y cambiar el nombre por el de Airdrie United, club que heredó formalmente la corta vida del Clydebank en lugar de Airdrieonians. La parte del nombre de United fue abandonada informalmente en julio de 2012, pero el club seguía siendo conocido oficialmente como Airdrie United F.C., hasta que finalmente se logró un cambio al nombre de Airdrieonians en junio de 2013.

### Golf
El Club de Golf Airdrie fue establecido en 1877. Es un campo de parque arbolado par 69 con calles estrechas y greens bien protegidos.

## Cultura
- Airdrie acogió el Mòd Nacional en 1993.

### Lugares de interés
- Centro de Artes Airdrie – originalmente una biblioteca Carnegie. Cerrado en 2016.[29]
- Biblioteca Pública de Airdrie
  - Observatorio Público de Airdrie – que alberga un telescopio victoriano de 6".
- Arran View - villa construida por Alexander Thomson en 1867.
- Estación transmisora de Black Hill – la estructura más alta de Escocia.
- Parques Centenary y West End -allí se halla el cenotafio de Airdrie y el viaducto ferroviario Centenary (1866).
- Batería antiaérea de la Segunda Guerra Mundial de Drumbowie - sitio número N12, parte de las defensas AA de Clyde. Situado a las afueras de Glenmavis.
- Canal de Monkland – donde fue construido y botado, en 1819, el Vulcan, el primer barco de hierro del mundo.
- La nueva iglesia parroquial de Monklands
- La Piedra Wallace - la leyenda cuenta que William Wallace afiló su espada en esta piedra en su camino a la batalla de Falkirk.
- El ayuntamiento de Sir John Wilson

## Gobierno
Airdrie está representado por varios niveles de gobierno electo. El Consejo de North Lanarkshire, la autoridad local unitaria de Airdrie, tiene su sede en Motherwell, y es el órgano ejecutivo, deliberativo y legislativo responsable del gobierno local. El Parlamento escocés se encarga de los asuntos descentralizados, como la educación, la salud y la justicia, mientras que los asuntos reservados son tratados por el Parlamento del Reino Unido.

### Westminster
La ciudad forma parte de la circunscripción del Burgo de Airdrie y Shotts, eligiendo un Miembro del Parlamento (MP) para la Cámara de los Comunes. En 2005, los cambios en los límites de la circunscripción hicieron que parte de su zona se transfiriera a Motherwell y Wishaw, lo que se compensó con la adición de parte de Hamilton North y Bellshill.
Pamela Nash fue diputada por Airdrie y Shotts, elegida en las elecciones generales de 2010 y fue la miembro más joven de la Cámara de los Comunes en ese momento. El lugar ha estado representado por varios prominentes diputados laboristas en los últimos años:
- John Smith, diputado por North Lanarkshire 1970-1983 y Monklands East 1983-1994 (zona oriental de Coatbridge y Airdrie). Ex Canciller en la sombra y luego líder del Partido Laborista hasta su prematura muerte en 1994.
- Helen Liddell, diputada por Monklands East 1994-1997, Airdrie y Shotts 1997–2005, Secretaria de Estado para Escocia y posteriormente Alta Comisionada de Gran Bretaña en Australia.
- John Reid, parlamentario por Airdrie and Shotts 2005-2010, un ministro de alto perfil, incluso como el primer católico en ser nombrado Secretario de Estado para Irlanda del Norte.

El actual parlamentario por el distrito electoral es Neil Gray del Partido Nacional Escocés. Ganó el escaño en las elecciones generales de 2015 del partido laborista, que siempre se consideró un escaño seguro para los laboristas.

### El Parlamento Escocés
Para los fines del Parlamento Escocés, forma parte de la circunscripción de Airdrie y Shotts. Esta tiene límites ligeramente diferentes a los del distrito electoral del Parlamento del Reino Unido del mismo nombre. El actual miembro del Parlamento escocés por Airdrie y Shotts es Alex Neil MSP (Partido Nacional Escocés), que obtuvo este escaño en el Parlamento escocés de 2011 del Partido Laborista que lo ocupaba desde la instauración del Parlamento escocés en 1999.
Además de esto, Airdrie está representada por siete MSP regionales de la región electoral de Escocia Central. Ellos son: Linda Fabiani (Partido Nacional Escocés, SNP), Jamie Hepburn (SNP), Christina McKelvie (SNP), Margaret Mitchell (Partido Conservador Escocés), Alex Neil (SNP), Hugh O'Donnell (Demócratas Liberales Escoceses) y John Wilson (SNP).

### El Parlamento Europeo
Antes de Brexit, era parte de la circunscripción del Parlamento Europeo de Escocia.

### El gobierno local
Hasta 1975, Airdrie tenía su propio Consejo de Burgos. Entre 1975 y 1996, Airdrie estuvo bajo el Consejo del Distrito de Monklands, operando en conjunto con el Consejo Regional de Strathclyde. El Consejo del Distrito de Monklands tenía su sede en el edificio municipal de Coatbridge. Muchos habitantes de Airdrie se sintieron defraudados por las acciones del MDC y un importante escándalo político conocido como Monklandsgate empañó mucho la reputación del Consejo. Después de 1996, pasó a estar bajo la autoridad del Consejo unitario de North Lanarkshire. North Lanarkshire tiene muchos concejales; actualmente, el consejo está en control del grupo laborista y el líder del consejo es Jim Logue, concejal de Airdrie Central.

## Ley

### Policía

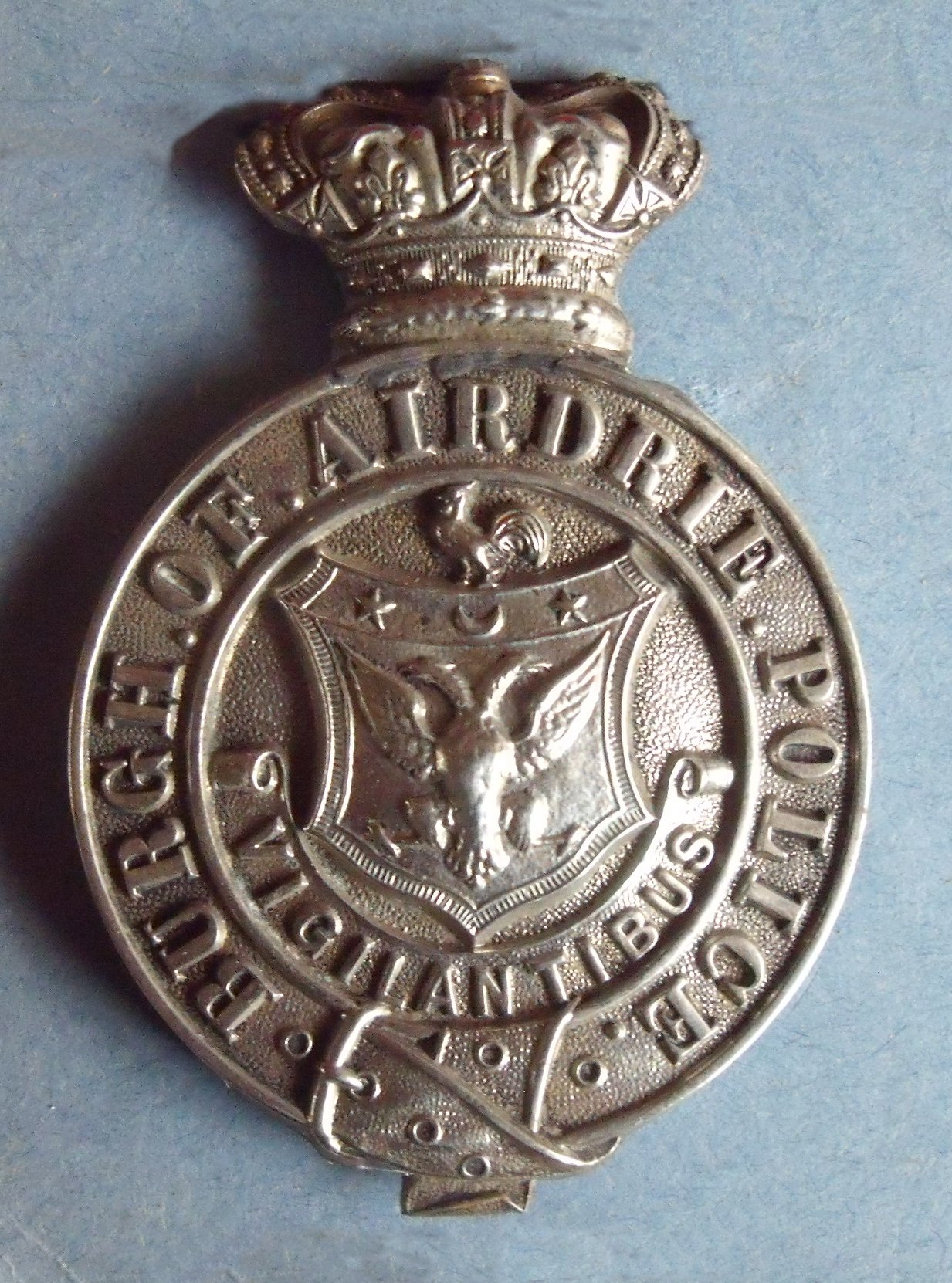
Insignia de casco de la policía de Burgh of Airdrie (Corona victoriana) antes de 1902

La policía de Airdrie está a cargo de la Policía de Escocia. Airdrie es parte del Comando de la Zona de Coatbridge con el Inspector Jefe Kenny MacLeod como Comandante de la Zona. Airdrie también forma parte de la sub-división de NA (o Monklands) que incluye Coatbridge y sus alrededores. Hay una oficina de policía en Airdrie y está abierta las 24 horas.

### Corte del Sheriff
El Tribunal del Sheriff de Airdrie ofrece un servicio integral de tribunales locales para la zona que incluye acciones civiles y casos penales. Está administrado por el Servicio Judicial escocés y parte del Sheriff de South Strathclyde, Dumfries y Galloway, encabezado por un Sheriff Principal.

### Otros
- La Oficina de la Corona y el Servicio Fiscal de la Fiscalía, responsable del enjuiciamiento de los delitos en Escocia, mantiene una oficina en la ciudad directamente enfrente del Tribunal.
- El Centro de Audiencias de Airdrie celebra audiencias infantiles dentro de la ciudad. El Centro forma parte de la Región Centro-Occidental de la Administración Escocesa de Reporteros Infantiles.

## Economía

### Visión general
Como se indica en la sección de historia, las actividades económicas tradicionales de Airdrie, como el tejido, la minería del carbón y la industria pesada, han dejado de existir. Aunque la destilería de Glenflagler está ahora cerrada, la ciudad todavía mantiene una fuerte participación en la industria del whisky. En Airdrie también había una fábrica de Crimpy Crisps. Es justo decir que, dada su ubicación cerca de Glasgow y otras áreas comerciales o industriales, Airdrie podría ser considerada ahora como una ciudad de paso. De hecho, la construcción de viviendas en Airdrie ha sido muy destacada en los últimos años, con constructores que han desarrollado una serie de zonas industriales abandonadas tras el cierre de varias fábricas, como Boots, que cerró su fábrica en 2004. No obstante, mantiene una actividad económica importante.

### Industria
- Albert Bartlett & sons, distribuidor de hortalizas de raíz en el Reino Unido. Los hermanos Bartlett, Alan, 52, y Ronnie, 44, están clasificados conjuntamente en la lista de ricos del Sunday Times 2008 como las 63 personas más ricas de Escocia y las 969 personas más ricas del Reino Unido con un valor de 80 millones de libras esterlinas.[33]
- Inver House Distillers Limited, destilería y almacén de bebidas alcohólicas. Algunos de sus productos incluyen Old Pulteney, Balblair, Heather Cream y Coldstream Gin.
- Teleperformance, una compañía de televenta y soporte técnico.

## Demografía
Hay registros históricos de la población de Airdrie desde el siglo XVIII, las primeras décadas del siglo XIX y hasta principios del siglo XX.
Según el censo de 2001, la población de Airdrie de 36.326 personas era:
- 47,31 hombres, 52,69% mujeres.
- El 20,7% eran menores de 16 años, el 16,67% eran pensionistas.
- El 46,61% estaban casados (primer matrimonio), el 29,81% eran solteros.
- El 95,74% nacieron en Escocia o describieron su nacionalidad como escocesa.
- El 0,42% hablaba gaélico.

## Religión
Iglesia de Escocia – Las iglesias de la Iglesia de Escocia de Airdrie forman parte del Presbiterio de Hamilton.

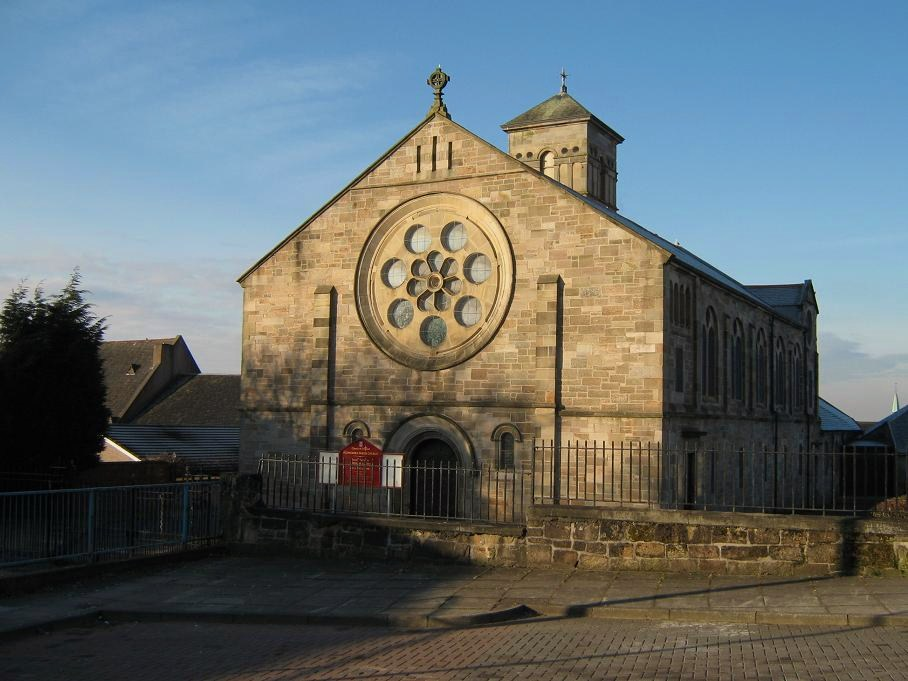
Iglesia Parroquial de Flowerhill

- Iglesia de Broomknoll (1889) - se amalgamó con la Iglesia de Flowerhill para formar la Iglesia de Cairnlea en 2016
- Iglesia de Clarkston (1837)
- La Iglesia de Flowerhill (1875) - se amalgamó con la Iglesia de Broomknoll para formar la Iglesia de Cairnlea en 2016
- La Alta Iglesia
- Jackson Church
- Iglesia Parroquial de New Monkland (antes de 1698) - En la cercana Glenmavis.
- New Wellwynd (1834)
- La iglesia de San Columba

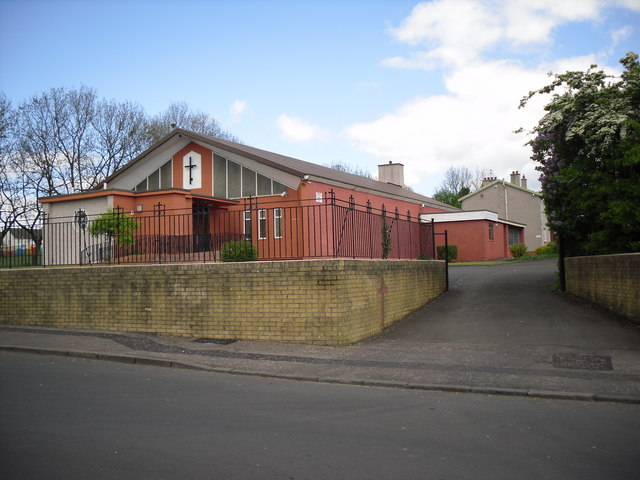
Capilla de San Andrés

Iglesia católica – Las iglesias católicas de de la ciudad pertenecen a la Diócesis de Motherwell, actualmente dirigida por el Obispo Joseph Toal. En Airdrie se encuentra la sede de la Conferencia Episcopal de Escocia.
- Iglesia de San Andrés (Whinhall)
- Iglesia de San Eduardo (Gartlea)
- Iglesia de Santa Margarita (Centro Airdrie)
- Iglesia de Santa Sierva (Premios)

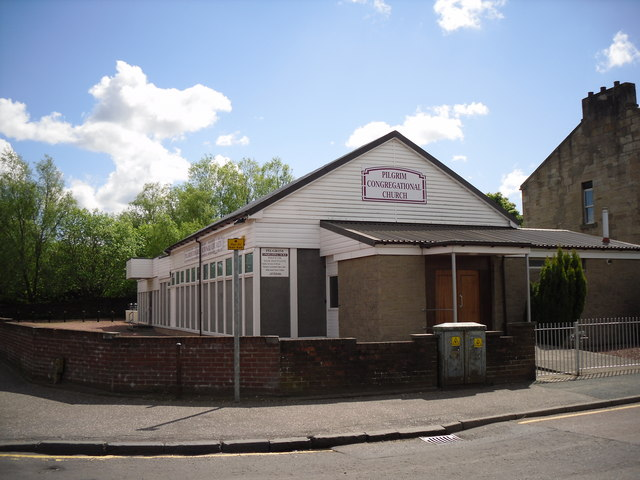
Iglesia Congregacional de Peregrinos

Iglesia Congregacional – Las iglesias Congregacionales de Airdrie están asociadas con la Federación Congregacional.
- Iglesia de Coatdyke
- Iglesia Ebenezer (Calle Broomknoll) (1882)
- Iglesia de peregrinos

Otros

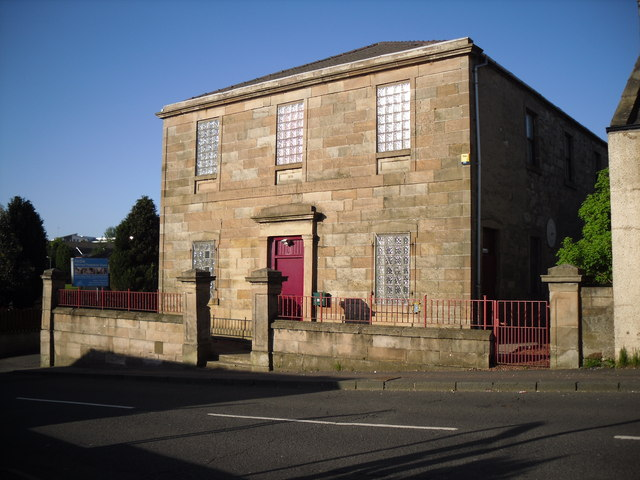
Iglesia Presbiteriana Reformada de Airdrie (1838)

- La Iglesia Bautista de Airdrie (1843) - parte de la Unión Bautista de Escocia.
- Centro Islámico de Airdrie (mezquita) - parte de la Misión Islámica del Reino Unido.
- Airdrie Park - parte de la Iglesia Reformada Unida.
- Iglesia Presbiteriana Reformada de Airdrie - parte de la Iglesia Presbiteriana Reformada de Escocia, que tiene su sede principal en Airdrie.
- La Iglesia de Jesucristo de la Capilla de los Santos de los Últimos Días
- Iglesia Ebenezer (Calle Aitchison) – Iglesia Evangélica – Las iglesias evangélicas de Airdrie son hermanos y están asociadas a la Alianza Evangélica.
- Salón del Reino de los Testigos de Jehová
- El Ejército de Salvación, Airdrie Corps
- El Hospicio de San Andrés - operado por las Hermanas de la Caridad.
- San Pablo y San Juan Bautista - parte de la Iglesia Episcopal Escocesa, gobernada por la Diócesis de Glasgow y Galloway, actualmente dirigida por Idris Jones, Primus de toda la Iglesia.

## Transporte
La estación de tren de Airdrie está en la línea electrificada de North Clyde. Este ferrocarril proporciona un servicio de tren frecuente a Glasgow a través de Coatbridge Sunnyside y Easterhouse. En 2010 se reabrió el enlace ferroviario Airdrie-Bathgate, que proporciona a Airdrie un servicio de tren de cercanías directo a Bathgate, Livingston North y Edimburgo Waverley. La estación de tren de Drumgelloch sirve al extremo este de la ciudad. Incluyendo la aldea satélite de Caldercruix, Airdrie tiene cuatro estaciones: Caldercruix, Drumgelloch, Airdrie y Coatdyke, en la frontera de Airdrie y Coatbridge.
Airdrie tiene conexiones por carretera con Glasgow, Edimburgo, Livingston, Motherwell y Cumbernauld y está situada cerca de la autopista M8. Los servicios de autobús están a cargo en gran parte de operadores locales, y los enlaces con Glasgow son proporcionados por First Glasgow y McGills. McGill's se hizo cargo de la mayoría de las empresas locales en 2016 para formar su red 'Monklands' en la Zona 8 de Go. Los servicios conectan todos los barrios locales con servicios de larga distancia, por ejemplo, el 212 de Coatbridge - Caldercruix vía Airdrie y Plains, o el 247 del Hospital Monklands - Kirkintilloch vía Airdrie, Glenmavis, Cumbernauld y Blackwood.
Airdrie está conectada a la Red Nacional de Ciclismo del Reino Unido por la Ruta Nacional de Ciclismo 75. Esta ruta proporciona un camino entre Glasgow y Edimburgo. Según la página web de Sustrans: "actualmente hay un hueco en la ruta de la Red Nacional de Ciclismo en Devol Glen, Puerto Glasgow." Aparte del camino de Sustrans, no hay carriles bici en Airdrie.
Los enlaces de transporte históricos incluyen:-
- El Canal de Monkland, 1794, iniciado por James Watt
- Los tranvías de Airdrie y Coatbridge
- Ferrocarril Ballochney, 1828
- Ferrocarril de Monkland y Kirkintilloch, 1826
- Ferrocarril Slamannan
- Monkland Railways, formada en 1848 por la fusión de los mencionados "ferrocarriles de carbón" locales.
- Los ferrocarriles de Edimburgo y Glasgow
- Ferrocarriles del Norte de Gran Bretaña
- El ferrocarril de Caledonia
- El Ferrocarril de Londres y el Noreste (LNER)
- Los ferrocarriles de Londres, Midland y Escocia
- Ferrocarriles Británicos/ Ferrocarriles Británicos -  Región Escocesa de los Ferrocarriles Británicos

## Atención médica

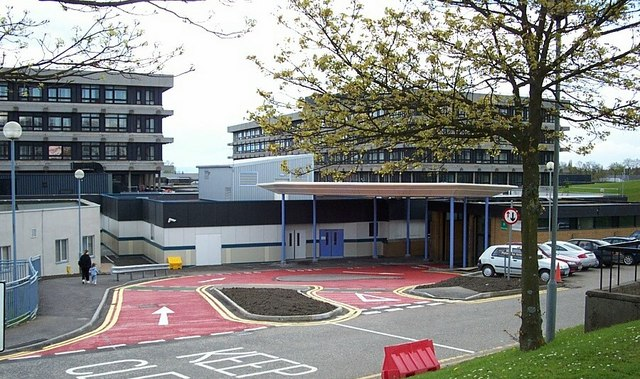
El Hospital General del Distrito de Monklands con la torre médica, la torre quirúrgica y la entrada de A&E.

El NHS Lanarkshire es responsable de la atención médica de los residentes de Airdrie. En Airdrie se encuentra el Hospital General del Distrito de Monklands, con un departamento de accidentes y emergencias las 24 horas. El hospital tiene más de 400 camas y ofrece un servicio completo, con especialistas en enfermedades renales e infecciosas y departamentos de otorrinolaringología. El Wester Moffat Hospital proporciona cuidados a largo plazo para los ancianos. 
Adyacente al Monklands Hospital se encuentra el Maggie's Lanarkshire, que forma parte de organización benéfica de apoyo al cáncer Maggie's Centres, mientras que el centro de tratamiento del cáncer de Beatson Lanarkshire abrió sus puertas en 2015. El hospicio de St Andrew es una unidad de cuidados paliativos, con un fuerte énfasis en el cuidado del cáncer. Está gestionada por las Hermanas de la Caridad y financiada en parte por el NHS Lanarkshire. 
El Grupo de Autoayuda de Parkinson (North Lanarkshire) tiene su sede en las Casas de los Tejedores (1780) y ofrece apoyo a las personas con la enfermedad de Parkinson.